# 陸軍士官学校 (アメリカ合衆国)
座標: 北緯41度23分40秒 西経73度58分10秒 / 北緯41.39444度 西経73.96944度
アメリカ合衆国陸軍士官学校（アメリカがっしゅうこくりくぐんしかんがっこう、英: United States Military Academy、USMA）は、ニューヨーク州ウェストポイントに所在するアメリカ陸軍の士官学校（士官候補生養成校）。ウェストポイント（West Point）と通称される。
1802年に設立されたアメリカ合衆国で最も古い士官学校であり、陸士開校以前は要塞があった。敷地面積は65平方キロメートル以上で、世界で最も広大な敷地を持つ学校の一つである。多くの校舎、研究棟、運動施設に加えて、スキー場や射撃場、研究用原子炉まである。

## 歴史
ニューヨーク州ウェストポイントは、ジョージ・ワシントンによって、1778年に建設された要塞が始まりとなっている。ハドソン川沿いにあり、舟運の管理が目的であった。1802年にトーマス・ジェファーソン大統領によって、設立が認められ、1802年7月4日に開校している。1866年まで工兵司令部が管理していた。

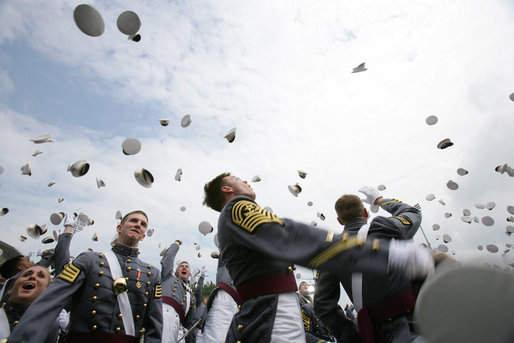
卒業恒例の帽子投げ（2006年）。

## 服制
制服には、いわゆる「肋骨飾り」のついた灰色の上衣と白色のパンツの組み合わせか、灰色の上下（上衣は立襟、前あわせがファスナー）が用いられる。いずれにせよ「灰色」は陸軍士官学校を象徴する色となっており、たとえば、同士官学校を舞台にした1955年のアメリカ映画『長い灰色の線』（原題: The Long Gray Line、監督: ジョン・フォード、出演: タイロン・パワー他）の題名もこれに由来する。儀礼服の制帽には、いまなおシャコー帽も着用されている。

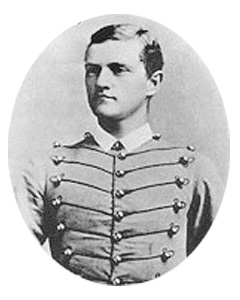
ジョン・パーシング、学生時代。
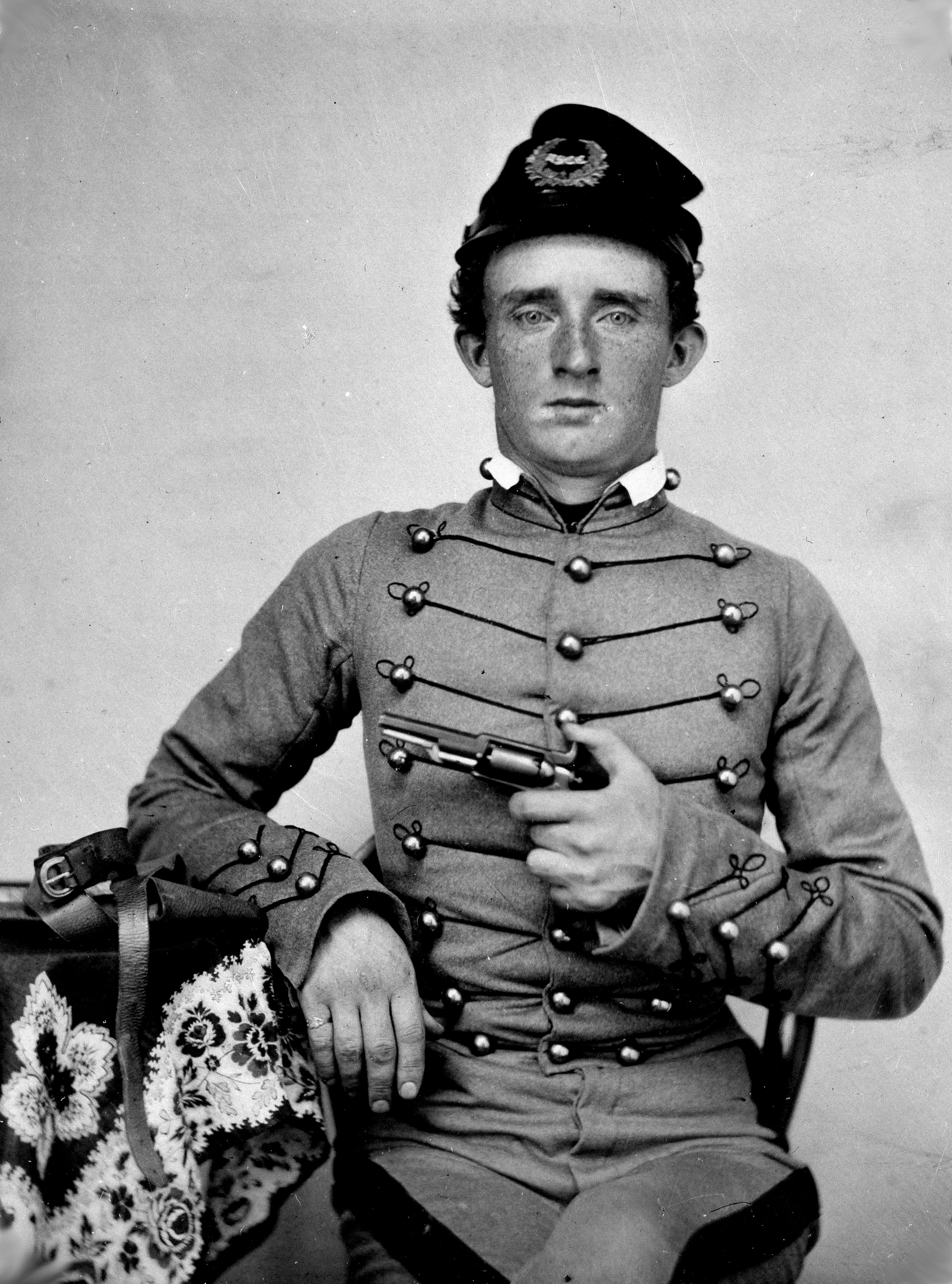
ジョージ・アームストロング・カスター、学生時代。
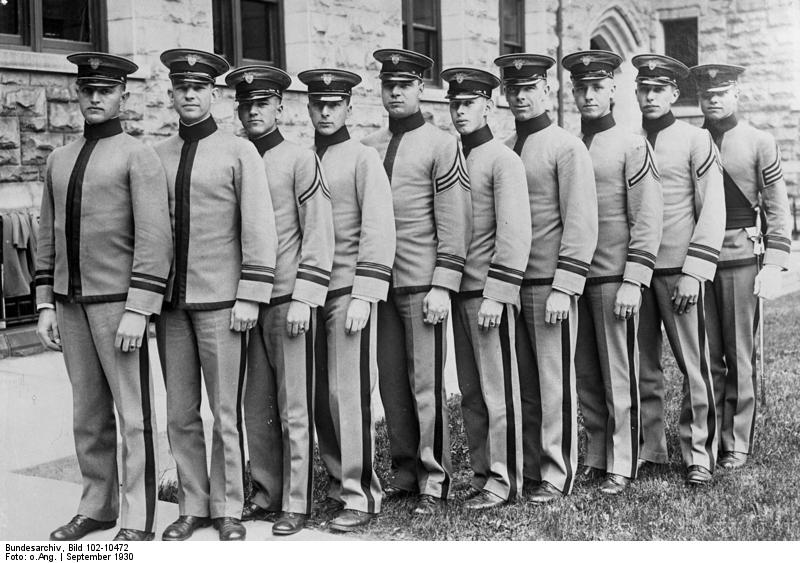
1930年。
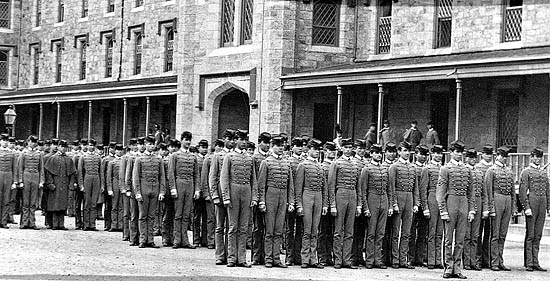
1870年頃の様子。
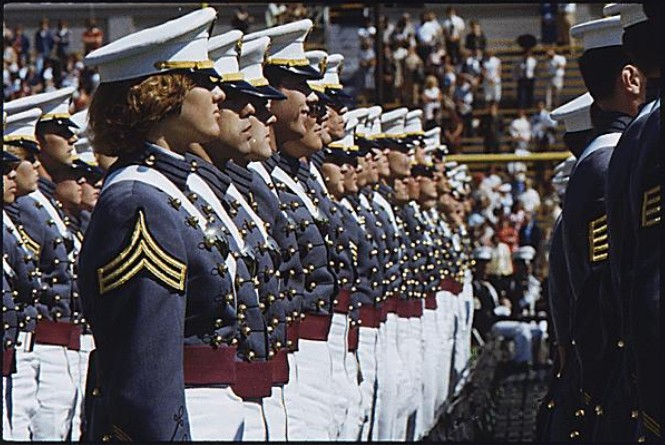
初の女性候補生を含むクラス。1980年。
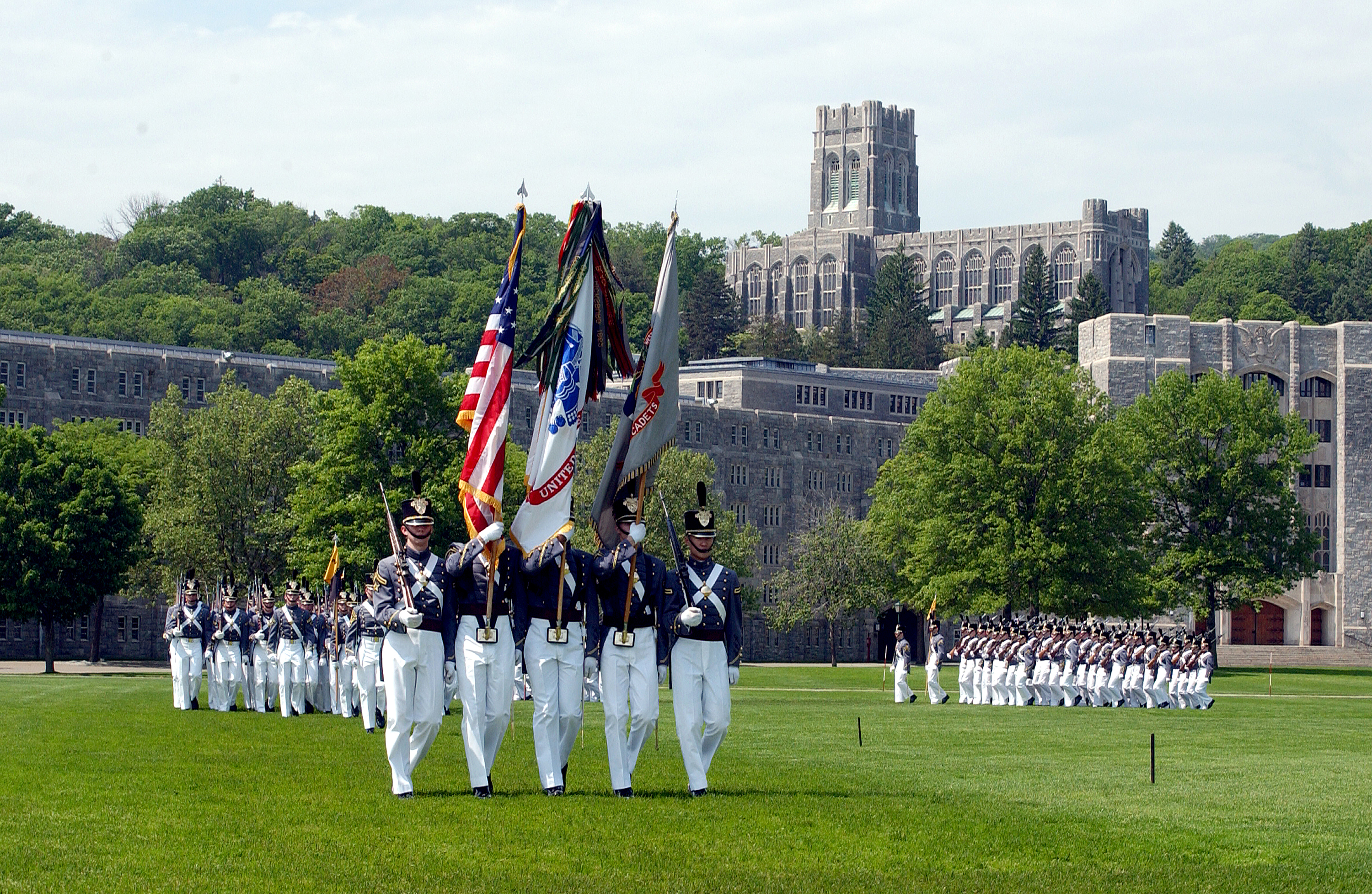
カラーガードの行進、2002年。
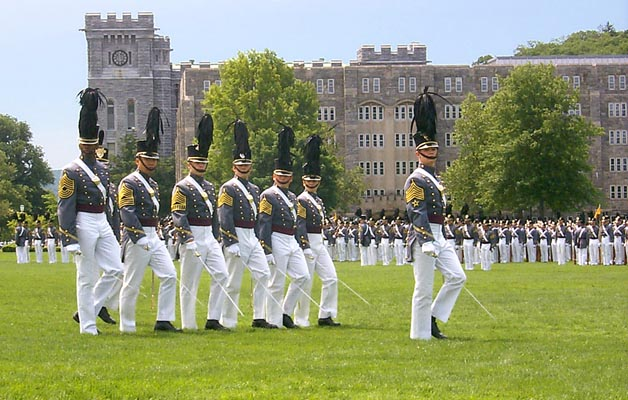
行進。2005年。
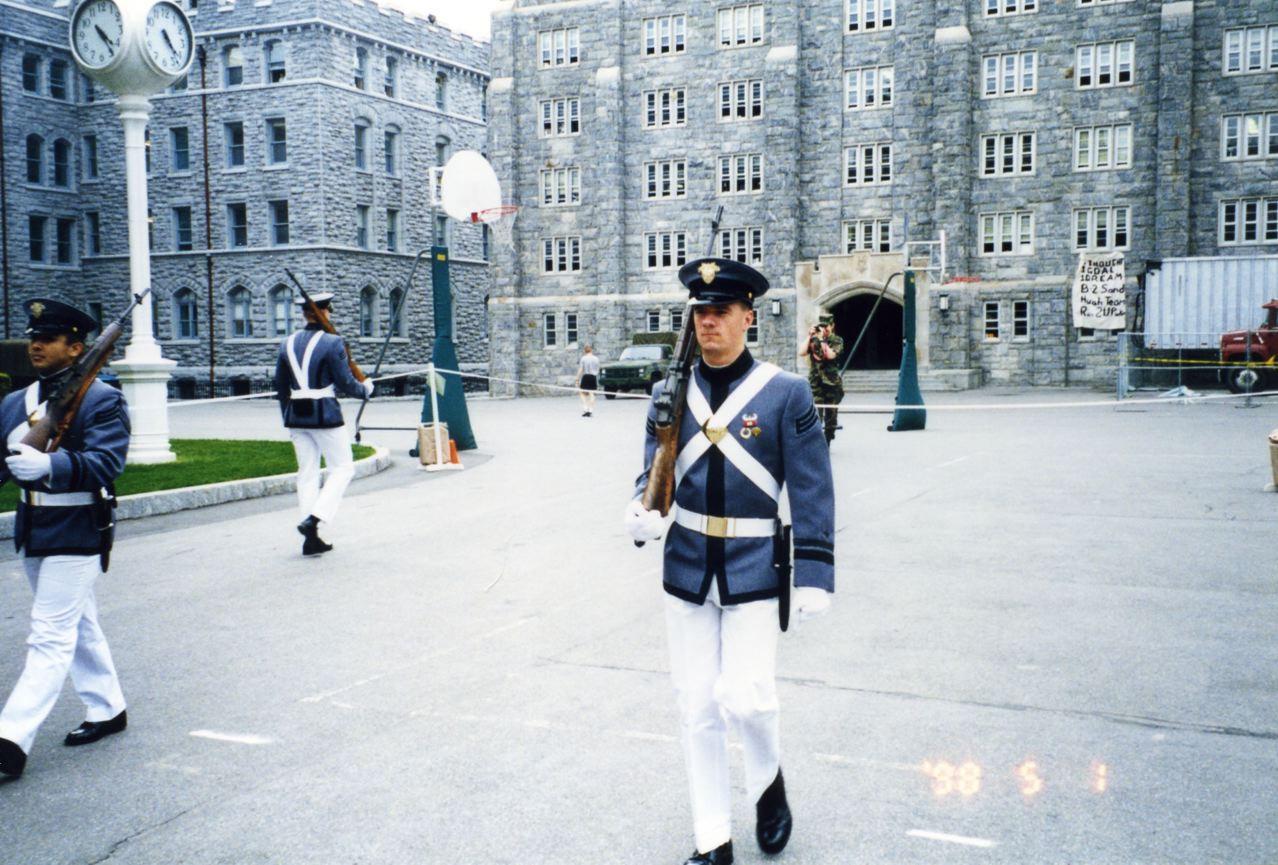
1998年。dress gray uniform。M14小銃を担い、何時間も中庭を往復させられる制裁の様子
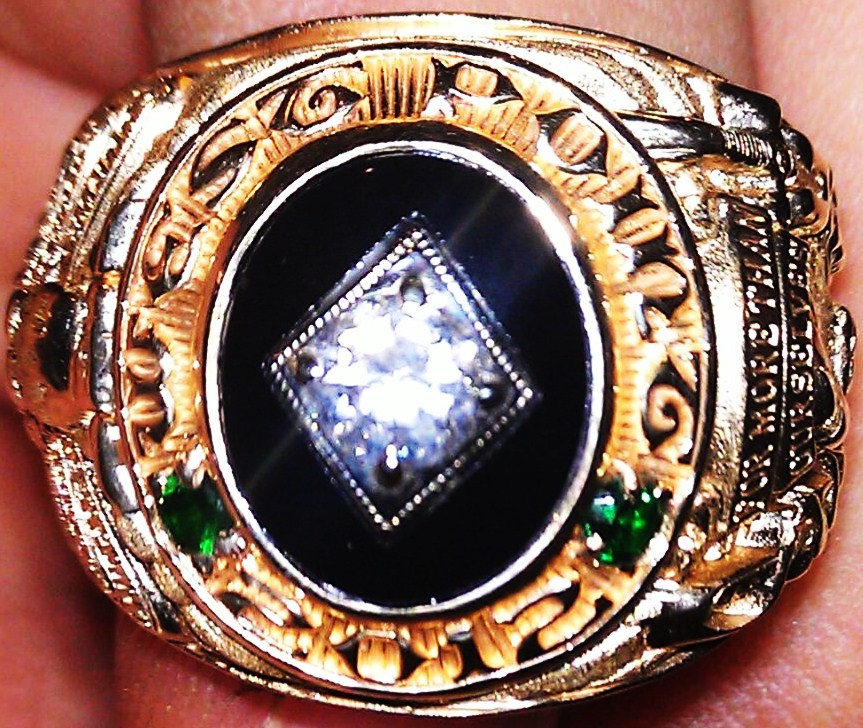
1835年から続くクラスリング

## 伝統
罰
校則違反者に対する制裁である。遅刻や整理整頓不良に対して最短5時間、より重い違反には80時間以上の罰ツアー（punishment tours）を言い渡される。これは制服着用の上で小銃を担ぎ、Central Areaと呼ばれる学校の中庭を定められた時間往復するもの。よく罰を受ける学生は「area birds」、通算100時間以上達成で「Century Men」の称号を得る。
その他に、清掃や作業を行う fatigue tours、単位認定の条件として何時間も座る sitting tours がある。制服の着こなしや、大統領の恩赦によって軽減されることがある。
ヤギ
卒業式で、成績が最下位の生徒を「ゴート（ヤギ）」と呼んで祝福する独特の慣習がある。首席は努力次第で誰にでもチャンスがあるのに対し、「ゴート」は狙ってもなれないのが普通であるため。「ゴート」は同級生や教授、父母から派手なスタンディングオベーションで迎えられる。同期生から1人1ドルずつのカンパで集められる約1000ドルの特別金も贈られる。「ゴート」をたたえる風習は少なくとも1886年に遡る。ウエストポイントを首席で卒業した場合、陸軍のエリートコースを突き進む（最終的には同期の一人が陸軍大将・統合参謀本部員になる）のに対し、最下位の生徒は歴史上、苛烈な歩兵の部隊に配属されるケースが多い。ただ、戦闘の最前線に置かれて戦果を挙げ、英雄となる例は少なくない。南北戦争の北軍の英雄で「恐れを知らない闘士」の異名を持つジョージ・アームストロング・カスターは1861年卒業のゴートで、学生時代は遊び好きで、他の学生のケンカの仲裁に入り自身も逮捕された。同戦争中、ゲティスバーグの戦いの「ピケットの突撃」で知られるジョージ・ピケットも1846年卒の「ゴート」だった。ゴートではないがジョージ・パットンは1年生の時に数学で落第・留年し、結局103人中46位の成績に終わった。マーフィーの法則の名の由来となったエドワード・A・マーフィー・ジュニアも449人中403位だった。

## スポーツ
陸軍士官学校のスポーツチームは、アーミー・ブラックナイツと呼ばれている。
陸軍士官学校と海軍兵学校のカレッジフットボールの試合（ダービーマッチであるArmy–Navy Gameおよび空軍士官学校を含めたCommander-in-Chief's Trophy）に並行して、海軍兵学校のマスコットヤギ（山羊のビル）の巧妙な誘拐作戦が行われるのは1953年からの伝統である。しかし1991年に一度だけ、それまでのうっ憤を晴らすべく海軍兵学校は、陸軍士官学校のマスコットである4頭のラバ（スパルタカス、トラベラー、トルーパー、レンジャー）の誘拐作戦を行った。
また、2018年に空軍士官学校のマスコットであるシロハヤブサのオーロラが初めて陸軍士官学校の学生に誘拐された。この際に22歳と高齢のオーロラは負傷し、最悪安楽死となる可能性があったが無事回復した。この件に対し陸軍士官学校は正式に深く反省し謝罪する事態となった。